# Cyperus crassipes
Cyperus crassipes är en halvgräsart som beskrevs av Vahl. Cyperus crassipes ingår i släktet papyrusar, och familjen halvgräs. Inga underarter finns listade i Catalogue of Life.